# 陳紀 (九江太守)
陳紀（？—？），揚州丹楊郡人，東漢末年袁術部將，曾任九江太守。
小說《三國演義》描述，袁術七路上伐徐州時，陳紀被命為第三路上將討伐呂布，被陳宮軍迎擊敗退。之後曹操攻打袁術時，從淮水逃至壽春固守，曹操攻克壽春後與李豐、梁綱和樂就在集市被曹操處斬。